# 判官 (神祇)
判官，即冥判，道教、民間信仰中，陰間神明（如東嶽大帝、酆都大帝、十殿閻君、城隍等等）的輔佐之神，主要管理人類的壽命長短、懲罰惡鬼等事。

## 由來
此神得名於唐代節度使或觀察使的輔吏判官。一般相信判官是陰界工作的重要執行者，如章回小說《儒林外史》，第三回：「胡老爹，你每日殺豬的營生，白刀子進去，紅刀子出來，閻羅王也不知叫判官在這簿子上，記了你幾千條鐵棍。」

## 民間傳說
判官乃中國道教與民間信仰中協助地府陰司治燮陰陽的重要角色，民間傳說中，各地城隍下設有文武判官二職，文判官開粉面，著官服，右手拿毛筆，左手執生死簿。武判官通常亦著官服，手持「金瓜」（俗稱金瓜錘）、「鐧錐」（俗稱九節鞭）、或持「筆撾」（俗稱判官筆），負責押解亡魂，查銷生死簿，有時其額頭有一個太極印記。而據《道法會元》，酆都城内陰間各司下亦設有判官一職，領天樞院從九品銜，協助各司官處理公務，官職較輕，皆號曰天樞院酆都判官，共計二十一位，乃：

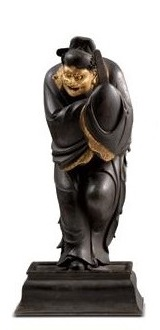
明酆都監生案判官班簡像

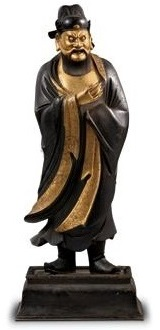
明酆都五道案判官郭願像

- 追魂案判官王福
- 監生案判官班簡
- 考掠案判官訾和
- 罪業案判官賈元
- 斷刑案判官趙勝
- 主罪案判官張琪
- 受生案判官楊通
- 受牒案判官符樸
- 刀山案判官祝順
- 劍樹案判官李恭
- 注死案判官薛忠
- 執對案判官永真
- 注生案判官盧忠策
- 注祿案判官成珣
- 注病案判官黃壽
- 注等案判官周畢
- 注善案判官釆伸
- 欠殺案判官程德
- 劫監案判官劉寶
- 放生案判官董杰
- 五道案判官郭願

另又設有「判王都督」辛天君轄管諸判官。。

## 文學形象
許多神魔小說上有判官的記載，而判官性情也不同，如《聊齋志異》中的不徇私的陸判官，《西遊記》中的設法營救唐太宗的崔判官等。